# Anubis - La pietra di Ra
Anubis - La pietra di Ra è un film televisivo del 2013 diretto da Angelo Abela, andato in onda il 17 giugno negli Stati Uniti e il 14 giugno in Italia.
Si tratta del film conclusivo della serie Anubis.

## Trama
I ragazzi di Casa Anubis frequentano la loro ultima lezione di scuola prima del diploma e nel corso di essa il preside Sweet annuncia un'imminente gita ad un museo. Rientrati a Casa Anubis, i ragazzi scoprono che sono già arrivati dei nuovi studenti: Cassie Tate, Erin Blakewood, Dexter Lloyd e Sophia Danae.
Al museo, Sophia, Dexter e Eddie entrano in una sala non aperta al pubblico dove è esposta una pietra a forma di piramide chiamata la "Pietra di Ra". Un impiegato del museo racconta loro la leggenda della pietra.
Rientrati a Casa Anubis gli studenti si apprestano a festeggiare la fine delle lezioni quando all'improvviso il preside Sweet e Victor li interrompono rivelando che qualcuno ha rubato un artefatto dal museo - la pietra di Ra. La pietra rubata si trova nella borsa di Eddie ed il ragazzo afferma di averla solamente trovata dentro di essa e di non averla rubata dal museo. Victor confisca la pietra e conoscendo il suo enorme potere decide di non riconsegnarla al museo e la chiude nella sua cassaforte.
L'enorme potere della pietra provoca un blackout costringendo Victor e Sweet ad uscire dalla casa per indagare su quanto accaduto. Mentre i ragazzi scendono in cantina per continuare la festa, Sophia entra all'ufficio di Victor intenzionata a rubare la pietra e rivelandosi così una persona malvagia. Entrando nell'ufficio di Victor, alcuni ragazzi mandano all'aria il piano di Sophia dopodiché Eddie preleva la pietra per metterla al sicuro nella propria stanza.
I ragazzi ritornano in cantina, dove Eddie vorrebbe organizzare una riunione dei Sibuna. Sweet e Victor rientrano e cacciano dalla cantina quasi tutti i ragazzi esclusi Sophia, Mara e i Sibuna che si sono nascosti e non sono stati trovati. Sweet e Victor iniziano poi a discutere della pietra affermando che essa è un pezzo della piramide e, per creare la piramide, deve essere un sacrificio umano. Quando i due se ne vanno via, i Sibuna escono fuori e discutono anch'essi della pietra. Sophia entra a far parte dei Sibuna e Mara si arrabbia col gruppo perché non è mai stata informata della sua esistenza.
Il giorno successivo, Mara sentendo il gruppo e la banda a parlare del mistero mostra loro un articolo del libro che rubava. Poi l'hanno lasciata anche a Sibuna, rendendola sette membri. Sophia ruba la pietra e si reca nel bosco seguita, a sua insaputa, da Dexter. Eddie scopre che la pietra è scomparsa e sospetta che a rubarla sia stato Dexter. Il ragazzo giunge ad avvisarli che Sophia ha rubato la pietra ma non viene creduto.
Analizzando un articolo di giornale recuperato da Mara, i Sibuna scoprono che alcuni geroglifici presenti su un vaso canopico sarebbero degli indizi per risolvere il mistero. Di notte il gruppo trafuga alcuni reperti dal museo ma sono scoperti da Sweet, il quale comunica loro che avviserà i loro genitori della cosa. Rientrato a Casa Anubis, Eddie vede Sophia con in mano la pietra e capisce che Dexter aveva ragione. Il ragazzo tenta di distruggere la pietra, la quale si ricompone e lo colpisce facendogli perdere conoscenza. Dexter vede tutto ciò ma viene poi posseduto da Sophia, la quale gli ordina di rubare il vaso Canopico dall'ufficio di Sweet. Eddie nel frattempo rinviene e corre a fermare Dexter. Nella colluttazione tra i due il vaso cade e si rompe. Dexter prende metà del vaso e corre nella cripta di Frobisher-Smythe seguito da Eddie. Sophia intrappola i due ragazzi nella cripta e torna a Casa Anubis.
Il giorno seguente il preside Sweet chiede a Willow la medaglia per il miglior studente e la ragazza confessa di essersi dimenticata di procurarsene una;il preside decide quindi di punirla annullando l'unico credito che le manca per ottenere il diploma. Più tardi, KT ed Alfie entrano nell'ufficio di Sweet e osservando alcune vecchie foto scoprono che in ognuna di esse è presente Sophia. Alfie poi dà a Willow una moneta antica che ha trovato per terra e la ragazza decide di usarla come medaglia. 
I Sibuna trovano Eddie e Dexter nella cripta e fanno il punto della situazione e decidono di fermare Sophia. Eddie e KT si mettono a cercare nella stanza di quest'ultima e trovano la pietra di Ra nella borsa di Sophia. Sophia arriva e cerca di riprendersi la pietra. Arriva anche Victor, il quale prega Eddie di consegnargli la pietra. Il ragazzo scappa al piano sottostante e rischia di venire travolto dal lampadario che precipita. Viene però salvato da Victor. Eddie e KT provano a uscire dalla casa, ma la pietra glielo impedisce intrappolandoli dentro di essa. Victor informa poi Sophia delle possibili conseguenza a cui andrò incontro se non porterà a compimento i piani di Ra. I Sibuna, grazie anche all'aiuto di Victor, scoprono che Sophia è una malvagia sacerdotessa di Ra il cui compito è ricostruire una piramide che dovrà essere usata per sacrificare una persona con indosso la moneta col simbolo di Ra altrimenti Ra scatenerà sul mondo la sua ira causandone la distruzione. Mara comunica agli altri del gruppo di avere scoperto che Casa Anubis è stata costruita sopra le altre parti della piramide. Victor, Eddie e Dexter, Cassie e Erin si recano in cantina dove Eddie, usando i suoi poteri di Osiriano, recupera tutte le parti della piramide. Nel frattempo Sophie si impossessa di KT e decide di sacrificarla perché nipote di Frobisher.
Nel frattempo ha luogo la cerimonia di laurea e Mara viene premiata con la moneta col simbolo di Ra dopodiché viene posseduta e si reca nel bosco. I ragazzi la seguono nel bosco e cercano di fermarla per salvarle la vita. A Casa Anubis Victor racconta a Sweet che il suo destino era quello di impedire che la Piramide di Ra venisse ricostruita e poi gli dice che la loro unica speranza risiede in Eddie. Sophia si prepara a sacrificare KT ma Fabian giunge in tempo per avvertire Eddie che è Mara che dovrebbe essere sacrificata. Eddie strappa via la moneta dal collo di Mara e Ra si arrabbia facendo fuoriuscire dalla piramide dei fulmini. Victor e Sweet giungono sul luogo e quest'ultimo viene colpito da un fulmine. Victor dice allora ad Eddie che solo il sacrificio dell'Osiriano potrà salvare il mondo.Il ragazzo tocca la pietra e sacrifica la propria vita per placare l'ira di Ra.Sono tutti tristi nel vedere il corpo senza vita di Eddie, ma all'improvviso il ragazzo riprende conoscenza e Victor rivela loro che è l'Osiriano ad essere morto e non Eddie. Per punizione Sophia viene tramutata da Ra in una statua di pietra.
Mentre la festa di diploma è in corso, Victor, siccome è il custode della Pietra di Ra, è costretto a lasciare Casa Anubis poiché la pietra non può stare con gli altri pezzi che compongono la Piramide di Ra. I ragazzi lo salutano per un'ultima volta e poi vanno a festeggiare il diploma che hanno conseguito.

## Accoglienza
Alla sua prima trasmissione nel Regno Unito il film si è rivelato un discreto successo venendo visto da oltre 90.000 spettatori.

## Scene tagliate
- Nel film era presenta una scena nella quale Sophia pietrificata veniva distrutta, ma tale scena è stata poi eliminata nella versione finale del film.[7]